# Мухитдинов, Абдулкадыр Мухитдинович
Абдулкадыр Мухитдинович Мухитдинов (тадж. Абдулқодир Муҳиддинов; 1892 год, Бухара, Бухарский эмират, Российская империя — 1 июня 1934 года) советский, таджикский, узбекский государственный деятель,
председатель СНК Таджикской АССР (1924—1929).

## Биография
Родился в семье таджика Мухитдина Мансурова, крупного бухарского купца, одного из лидеров движения джадидов в Бухаре. Образование получил в Бухаре и Стамбуле.
В 1916—1918 гг. — вместе с отцом и братьями член организации младобухарцев.
С 1918 г. — член Партии младобухарцев коммунистов-большевиков. В 1919 г. — член Мусульманского бюро ЦК КП(б) Туркестана, 1919—1920 гг. — председатель Бухарско-туркестанской секции Центрального бюро мусульманских коммунистических организаций при ЦК РКП(б), ответственный секретарь редакции газеты «Кутулиш», «Освобождение», Москва.

### В Бухарской Народной Советской Республике
- 1920—1921 гг. — председатель Бухарского центрального революционного комитета, председатель ЦИК Бухарской Народной Советской Республики,
- 1921—1923 гг. — назир земледелия, назир торговли и промышленности Бухарской НСР.
- 1923—1924 гг. — председатель Экономического Совета Бухарской НСР, С 15 мая 1923 года по 27 октября 1924 года исполнял обязанности председателя Совета народных назиров (министров) БНСР.
- 1923—1924 гг. — член Представительства Бухарской НСР — ССР при Средне-Азиатском Экономическом Совещании.

### В Узбекской ССР и Таджикской АССР
- 1924—1926 гг. — член Временного революционного комитета Таджикской АССР после создания автономии в составе Узбекской ССР.
- 1926—1929 гг. — 16 декабря 1926 года после формирования выборных государственных органов Таджикской АССР (взамен Временного революционного комитета) был избран председателем её Совнаркома.
- 1929—1930 гг. — член Представительства Таджикской АССР — ССР при Средне-Азиатского Экономическом Совещании,
- 1930—1933 гг. — народный комиссар снабжения Узбекской ССР.

В декабре 1933 года был уволен с работы, его обвинили в том, что он выступил против переименования города Душанбе в Сталинабад. Председатель Совета народных комиссаров Таджикской ССР Абдулло Рахимбаев заявил что Мухитдинов был одним из активных членов движения таджикских националистов в 1925-1929 годах.
21 августа 1933 года был арестован, 1 июня 1934 года приговорен к смертной казни. Расстрелян в тот же день. 25 января 1958 года полностью реабилитирован и восстановлен в партии.

## Семья
Братья и сестра
- Мирзо Исам Мухитдинов
- Мирзо Амин Мухитдинов
- Мирзо Хайрулло Мухитдинов
- Матлабхон Мухитдинова

## Награды
- Орден Красного Знамени (1920 и 1922)
- Орден Красной Звезды I степени Бухарской НСР